# Vrijstaat (staatsvorm)
Vrijstaat is een term die in de loop van de geschiedenis meerdere keren is gebruikt in de officiële naam van een staat.
In principe bevestigt en benadrukt de titel de vrijheid van de staat in kwestie, maar de interpretatie van het woord vrijheid is verschillend per situatie:
- Soms heeft het betrekking op soevereiniteit of onafhankelijkheid (en daarmee het ontbreken van vreemde overheersing).
- Soms heeft het betrekking op autonomie binnen een grotere natiestaat.
- Soms wordt “vrijstaat” gebruikt als synoniem voor “republiek”, maar dit ging niet in alle situaties op. Waar de historische Duitse vrijstaten en de Oranje Vrijstaat inderdaad republieken waren, stond er bij de Kongo-Vrijstaat en de Ierse Vrijstaat een monarch aan het hoofd.

## Overzicht

### Duitsland

Vlag van de hedendaagse Vrijstaat Beieren

In Duitsland werd de term vrijstaat (Freistaat in het Duits) in de 19e eeuw geïntroduceerd als Duits alternatief voor het woord republiek. Na de Novemberrevolutie in 1918, toen het Duitse Keizerrijk plaats maakte voor de Weimarrepubliek, noemden de meeste staten in het land zich een vrijstaat. Andere staten gebruikten termen als Republik of Volksstaat. Na 1952 noemde alleen Beieren zichzelf nog een vrijstaat, waardoor het begrip in Duitsland een synoniem werd voor Beieren. Toen in 1990 de oude deelstaten in het Oosten hersteld werden, begon Saksen zichzelf ook weer een vrijstaat te noemen. Thüringen volgde in 1993.
Van oudsher kende Duitsland de vrije rijkssteden, die alleen de keizer boven zich hadden staan. In 1871 waren er nog drie van deze steden, namelijk de vrije en Hanzestad Hamburg, de vrije Hanzestad Bremen en de vrije en Hanzestad Lübeck. Deze laatste verloor haar status in 1937. Sinds 1949 zijn er in de Bondsrepubliek Duitsland met Hamburg, Bremen en Berlijn drie steden die tegelijk een deelstaat vormen. Net als de vrijstaten hebben deze steden geen speciale rechten binnen de federatie.

### Afrika

Vlag van de voormalige Oranje Vrijstaat

In Zuid-Afrika werd de term “vrijstaat” gebruikt in de titel van de negentiende-eeuwse Oranje Vrijstaat, en vandaag de dag in de daaruit ontstane provincie Vrijstaat. Beide entiteiten hadden de staatsvorm van een republiek.
De Kongo-Vrijstaat daarentegen ontstond tussen 1877 en 1884 als een privékoninkrijk of dictatuur onder koning Leopold II van België. Hier sloeg het nogal dubieuze “vrij” op het feit dat de kolonie geregeerd werd door de Belgische koning, en dus vrij was van de macht van de grote koloniale overheersers en het Belgische parlement.

### Pakistan

Vlag van Azad Kasjmir, vertaald Vrij Kasjmir

Het gedeelte van de betwiste regio Kasjmir dat onder Pakistaans bestuur staat, heet officieel Vrij Kasjmir. Het woord “vrij” wordt door de Pakistaanse overheid gebruikt om het beeld te geven dat de bevolking in het Pakistaanse deel veel meer vrijheden geniet dan de “onderdrukte” bevolking in het Indiase deel. Het Pakistaanse deel heeft inderdaad een bepaalde mate van autonomie, met een eigen parlement, minister-president en president.

### Ierland

De huidige republiek Ierland was van 1922 tot 1937 bekend als de Ierse Vrijstaat

De Ierse Vrijstaat (1922-1937) was een vorm van constitutionele monarchie onder de Britse koning. De Ierse staat was een speciaal geval, omdat de term “vrijstaat” met opzet werd gekozen als letterlijke vertaling van het Ierse “saorstát”. In de tijd dat de Ierse nationalisten onderhandelden over de afsplitsing van het grootste deel van Ierland van het Verenigd Koninkrijk, was “saorstát” een veelgebruikt Iers woord voor “republiek”. De Britten stonden echter niet toe dat Ierland een republiek zou worden (wat het verbreken van alle banden met de Britse kroon zou betekenen), dus drong men aan een letterlijke vertaling van het woord “saorstát” te gebruiken in de Engelse naam van de staat.

### Puerto Rico

Vlag van de “'Estado Libre Asociado de Puerto Rico” (“geassocieerde vrijstaat Puerto Rico”)

De officiële Spaanse naam van Puerto Rico is “Estado Libre Asociado de Puerto Rico”, letterlijke de “Geassocieerde vrijstaat van Puerto Rico”. Hiermee wordt uitgedrukt dat het een afzonderlijke politieke entiteit is, maar tegelijkertijd is verbonden aan het politieke systeem van de Verenigde Staten en daarmee niet onafhankelijk of soeverein. Echter, volgens het Hooggerechtshof van de Verenigde Staten is Puerto Rico niet vrij, noch “geassocieerd” en is het alleen een staat in de algemene betekenis van het woord, maar niet een van de Verenigde Staten zoals gedefinieerd in de grondwet. Volgens de jurisprudentie van hetzelfde Hooggerechtshof hoort Puerto Rico wel bij de VS, maar het maakt er geen integraal deel van uit. Het Hooggerechtshof heeft uitgedrukt dat Puerto Rico gezien wordt als een koloniaal territorium (unincorporated territory) van de VS, omdat het valt onder de macht van het Congres. Het komt erop neer dat Puerto Rico vooral bezit is van de VS en geen zelfbesturende gemeenschap of natie. Het is “binnenland ten opzichte van het buitenland, maar buitenland ten opzichte van het binnenland”. In de Insular Cases, een serie van rechtszaken, werd bepaald dat de Grondwet van de Verenigde Staten niet per definitie van toepassing is op Puerto Rico.

### Republikeins Engeland
In de wet die zorgde voor de vorming van het Engelse Gemenebest, stelde het Engelse parlement het volgende:
“England is confirmed to be a Commonwealth and Free State and shall from henceforth be governed as a Commonwealth and Free State.”
Hier werd dus ook Engeland omschreven als vrijstaat. Het Gemenebest had een republiek als staatsvorm.

## Lijst van vrijstaten

### Bestaand
- Vrijstaat Beieren
- Vrijstaat Saksen
- Vrijstaat Thüringen
- Vrij Kasjmir (Pakistan)
- Vrijstaat, Zuid-Afrika
- Puerto Rico

### Historisch
- Engelse Gemenebest (1649 - 1660)
- Kongo-Vrijstaat (1884 - 1908)
- Vrijstaat Fiume (1920 - 1924)
- Vrije zone Triëst (1945 - 1977)
- Ierse Vrijstaat (1922 - 1937)
- Oranje Vrijstaat (1854 - 1902)

(als provincie van Zuid-Afrika (1910-1994)
- Vrijstaat Kamtsjatka (1921 - 1922)
- Vrijstaat Tsjoekotka (1922 - 1923)

#### in Duitsland
- Vrijstaat Anhalt (1918 - 1945)
- Vrijstaat Flessenhals (1919-1923)
- Vrijstaat Brunswijk (1918 - 1946)
- Volksstaat Hessen (1918 - 1945)
- Vrijstaat Mecklenburg-Schwerin (1918 - 1933)
- Vrijstaat Mecklenburg-Strelitz (1918 - 1933)
- Vrijstaat Pruisen (1918 - 1947)
- Vrijstaat Schaumburg-Lippe (1918 - 1946)
- Vrije volksstaat Württemberg (1918 - 1945)